# 375

375(삼백칠십오)는 374보다 크고 376보다 작은 자연수다.

## 수학
- 합성수로, 그 약수는 1, 3, 5, 15, 25, 75, 125, 375다. 진약수의 합은 249이므로, 375는 부족수다.
- {\displaystyle 375={\frac {3}{8}}\times 10^{3}}
- {\displaystyle 68^{4}-1}은 375로 나누어떨어진다.

## 과학
- NGC 375(영어판): 물고기자리 방향에 있는 타원은하.

## 교통
- 일본 375번 국도(일본어판): 히로시마현 구레시에서 시마네현 오다시까지 이어지는 일본의 국도.
- 현도 제375호선

## 군사
- U-375(영어판): 제2차 세계 대전에 사용된 나치 독일의 군용 잠수함.

## 문화유산
- 대한민국의 보물 제375호: 함양 덕전리 마애여래입상
- 대한민국의 사적 제375호: 광주 신창동 유적

## 기타
- 연도: 375년, 기원전 375년